# Кичак Валентина Андріївна
Валентина Андріївна Кичак (нар. 10 червня 1952) – викладач педагогіки і психології, методист з дошкільного виховання, голова ради та президії Громадської організації «Вінницька обласна Рада жінок України», член Громадської ради при Вінницькій облраді, член Громадської ради при Вінницькій обласній раді, заступник голови Комітету з соціально-гуманітарних питань, член ради Спілки жінок України.
У шлюбі: Кичак Василь Мартинович (*1949).

## Професійна діяльність
Валентина Андріївна за фахом – викладач педагогіки і психології, методист з дошкільного виховання. Закінчила Рівненський державний педагогічний інститут. Працювала у Вінницькій обласній раді, Вінницькій облдержадміністрації (консультант з гуманітарних питань секретаріату облдержадміністрації, заступник начальника управління у справах сім’ї та молоді облдержадміністрації, головний спеціаліст, заступник начальника та начальник відділу у справах релігій облдержадміністрації.

## Нагороди
- Орден княгині Ольги ІІІ ступеня (2004)[2]
- Почесна грамота Верховної Ради України,
- Ювілейний знак-орден «Велика Україна. 25 років Незалежності».
- Орден Національної ради жінок «Поступ миру та любові»[3].
- Нагрудний знак Федерації профспілок Вінницької області «За співпрацю».

Серед відзнак – подяки та цінні подарунки Президента України, Міністерства України у справах сім’ї та молоді, Почесні грамоти Верховної Ради України, Вінницької обласної державної адміністрації та Вінницької обласної ради.